# Будинок Реґенштрайфа

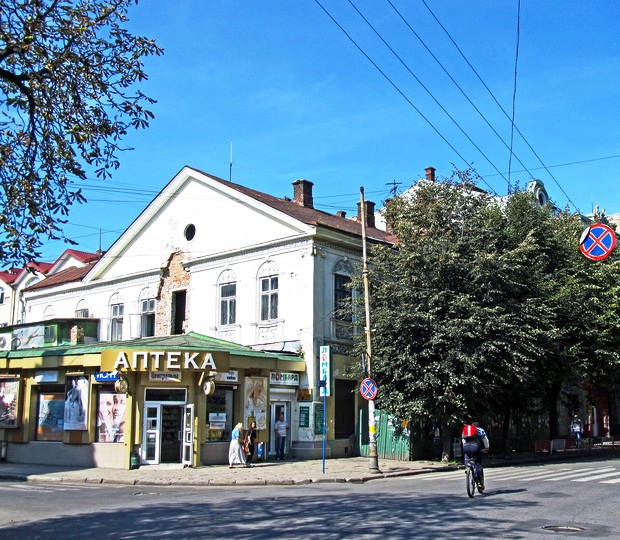
Будинок Регенштрайфа

Будинок Реґенштрайфа — споруда, створена у 1827 році єврейським купцем Шмаєю Регенштрайфом і є найдавнішою збереженою кам'яницею, що знаходиться у Івано-Франківську. ЇЇ адреса: м. Івано-Франківськ, вул. Січових Стрільців, 18. Будинок вирізняється пишним екстер'єром і наявністю сцен з біблейської тематики. Раніше там знаходився культовий ресторан Гаубенштока, у якому місто приймало польського міністра внутрішніх справ Броніслава Пєрацького у 1934 році. Будинок належить до пам'яток місцевого значення і має охоронний номер 360-іф.

## Архітектура
Будинок є унікальним для міста, оскільки це найдавніша кам'яниця за межами колишніх фортечних стін Станіславова. Особливістю є також і те, що споруда прикрашена художніми барельєфами на біблійні теми. У підвіконних нішах другого поверху можемо спостерігати зображення ангелів, які відпочивають у райських кущах. А під крайнім лівим вікном фасаду на Січових Стрільців можна побачити сцену жертвопринесення Ісаака, той момент, коли з'являється ангел і забороняє Аврааму вбити сина.

## Історія

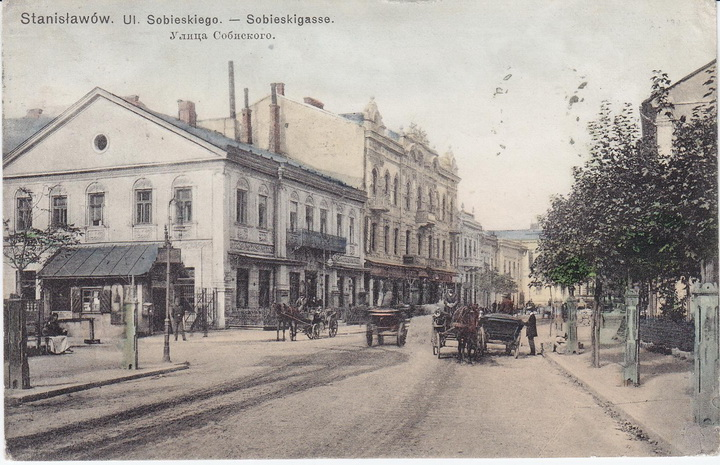
Будинок Регенштрайфа (Австрійська поштівка з колекції Зеновія Жеребецького)

Кам'яниця була збудована у 1827 році єврейським купцем Шмаєю Регенштрайфом на перехресті вулиць Собеського і Голуховського (Січових Стрільців — Чорновола).
У 1850-х тут знаходилась чоловіча 4-класна школа. В цей час і до 1909 року власниками будинку були нащадки Шмаї. Потім за п'ять років будинок змінив п'ять власників. Через частий перепродаж ціна нерухомості зросла з 300 тисяч крон до півмільйона.
У 1886 році ресторатор Герман Басс відкрив там кав'ярню «Уніон».
1892 року заклад змінив власника, який дав йому назву «Ґабсбурґ».
У 1918 кав'ярню викупив Маврикій Гаубеншток і зробив з неї ресторан. Гаубеншток був не лише ресторатором а й депутатом міської ради, головою Товариства господарів та гастрономів. Заклад вважався аристократичним, складався з двох залів — верхнього і нижнього. Тут «обмивали» призначення на посади, влаштовували прийоми високих гостей. Так, 4 червня 1934 року приймали польського міністра внутрішніх справ Броніслава Пєрацького.
1927 року ковбасник Миколай Волонтковський спорудив, вздовж фасаду з боку Чорновола, видовжену прибудову. У цій будівлі, автором якої був архітектор Тадеуш Ковальський, містилися різні крамниці (зараз тут знаходиться аптека та різні торгові точки). Дах спочатку був плоским і використовувався як літня тераса ресторану Гаубенштока.
Наприкінці 1940-х ресторан ще працював і навіть славився добрим пивом. Згодом на першому поверсі споруди розмістилися крамниці, а на другому — різні контори.

## Проблеми сучасності
11 лютого 2012 року в кам'яниці впали перекриття між поверхами та горищем. На щастя, обійшлося без жертв. Було багато галасу, чиновники обіцяли, що зроблять усе можливе, аби врятувати споруду.
У 2014 році обвалилася частина стіни другого поверху будинку.